# Schrenkia congesta
Schrenkia congesta är en flockblommig växtart som beskrevs av Jevgenij Korovin. Schrenkia congesta ingår i släktet Schrenkia och familjen flockblommiga växter. Inga underarter finns listade i Catalogue of Life.